# Drab Majesty
Drab Majesty es el proyecto musical de Deb Demure (Andrew Clinco). Su estética es andrógina y su música está muy influenciada por la darkwave de los años 80 mezclada con sonidos futuristas. 
Demure, que asegura ser el embajador de otra dimensión «monótona» pero «majestuosa» en su tamaño, denomina su estilo de música como Tragic Wave-Mind Fi (traducida literalmente al español como «Ola trágica-Fidelidad mental»).
Drab Majesty tiene una fuerte presencia visual en el escenario, cuya importancia es equiparable a su música. Para la formación, tienen una gran importancia las estatuas grecorromanas y la iconografía japonesa. Así mismo, cobra especial trascendencia en sus letras la religión OVNI, más en concreto, la secta milenarista Heaven's Gate, en cuyo suicidio colectivo de treinta y nueve de sus miembros está basada su canción «39 for Design».
En sus directos, Demure va acompañado por el tecladista Mona D —alter ego del músico Alex Nicolaou—.

## Historia

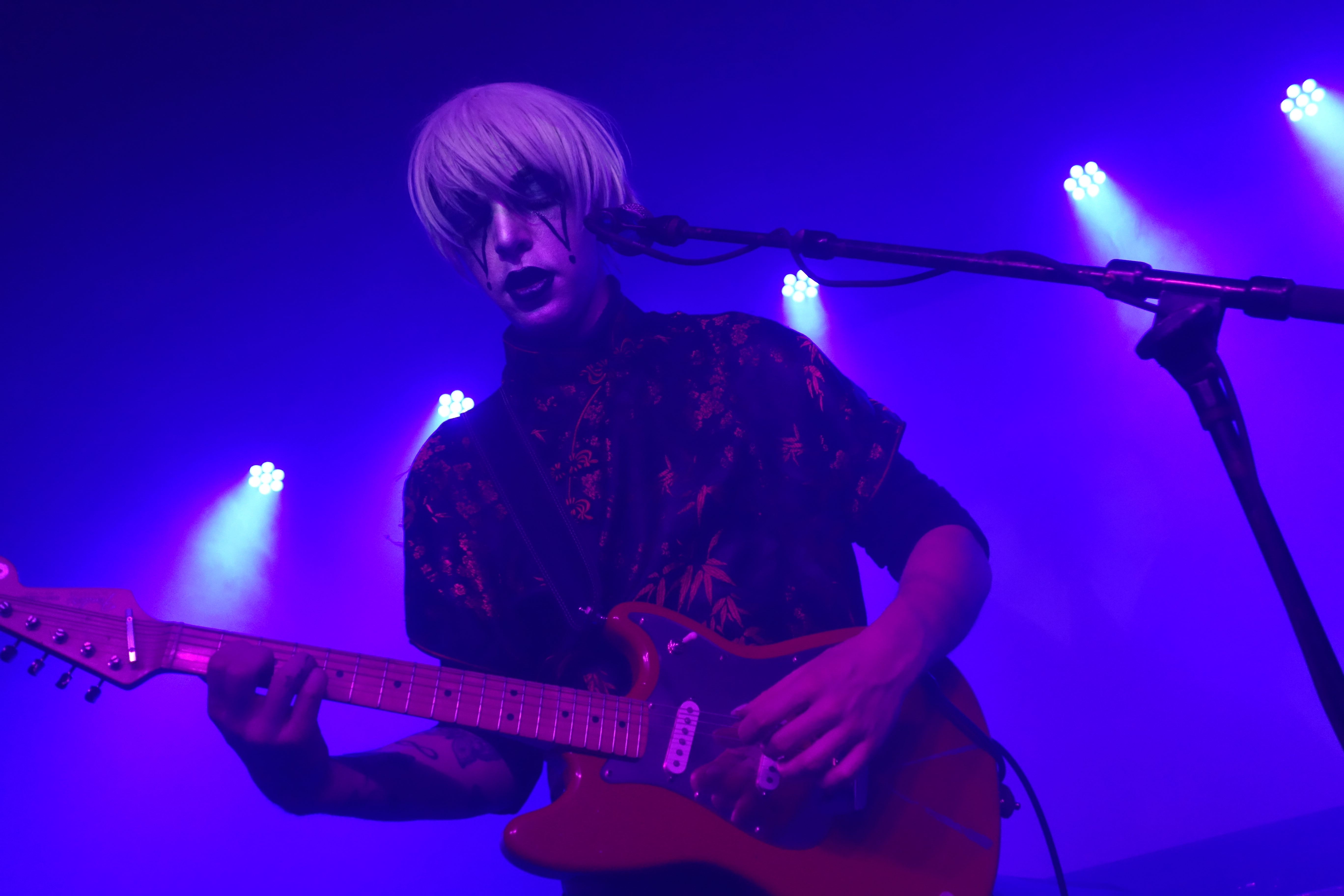
Deb Demure (Andrew Clinco) a la guitarra interpretando una canción de Drab Majesty en Brooklyn (Nueva York) durante 2016.

El baterista Andrew Clinco pertenecía a la formación Marriages cuando empezó a desarrollar la idea de Drab Majesty. El músico estuvo interesado en grabar un disco en el que interpretara todos los instrumentos él mismo. Grabó varias canciones en su habitación y cuando las reprodujo sintió que no era él mismo el que las tocaba, sino otra persona. Fue entonces cuando Clinco creó a su alter ego, Deb Demure.
El primer trabajo que editó Drab Majestic fue el EP Unarian Dances (2012), que estuvo autoeditado por el propio Clinco. Posteriormente fue relanzado por el sello Lollipop Records. El título estuvo inspirado por el culto hacia los OVNIs.
En 2015, Clinco firmó con Dais Records para seguir lanzando su discografía. Poco después, publicó el sencillo «Unknown to the I» tomada en Lo-Fi —Baja Fidelidad—. Careless, el primer elepé de Drab Majesty, salió editado durante el mismo año. Durante una gira con King Dude, Tom Murphy, de la publicación digital Westword, describió el espectáculo de Drab Majesty como «más que un espectáculo de rock» y comparó a Demure con una «figura religiosa poco convencional».
En 2016, el tecladista Alex Nicolaou, apodado Mona D, hijo del director de películas de terror Ted Nicolaou, se unió oficialmente a Clinco para tocar las partes de sintetizadores en los directos de Drab Majesty. En 2017, se lanzó su segundo LP, The Demonstration, que recogió críticas muy positivas.
A finales de 2017, el dúo lanzó un sencillo de 7 pulgadas, titulado «Oakwood», para la celebración del décimo aniversario de Dais Records. Durante 2018, el dúo amplió su gira visitando España por primera vez. Barcelona, Valencia, Bilbao y Madrid fueron las ciudades españolas que acogieron las actuaciones de Drab Majesty. Durante 2019, Drab Majesty volvieron a actuar en la capital catalana en la decimonovena edición del festival Primavera Sound.

## Estilo e influencias

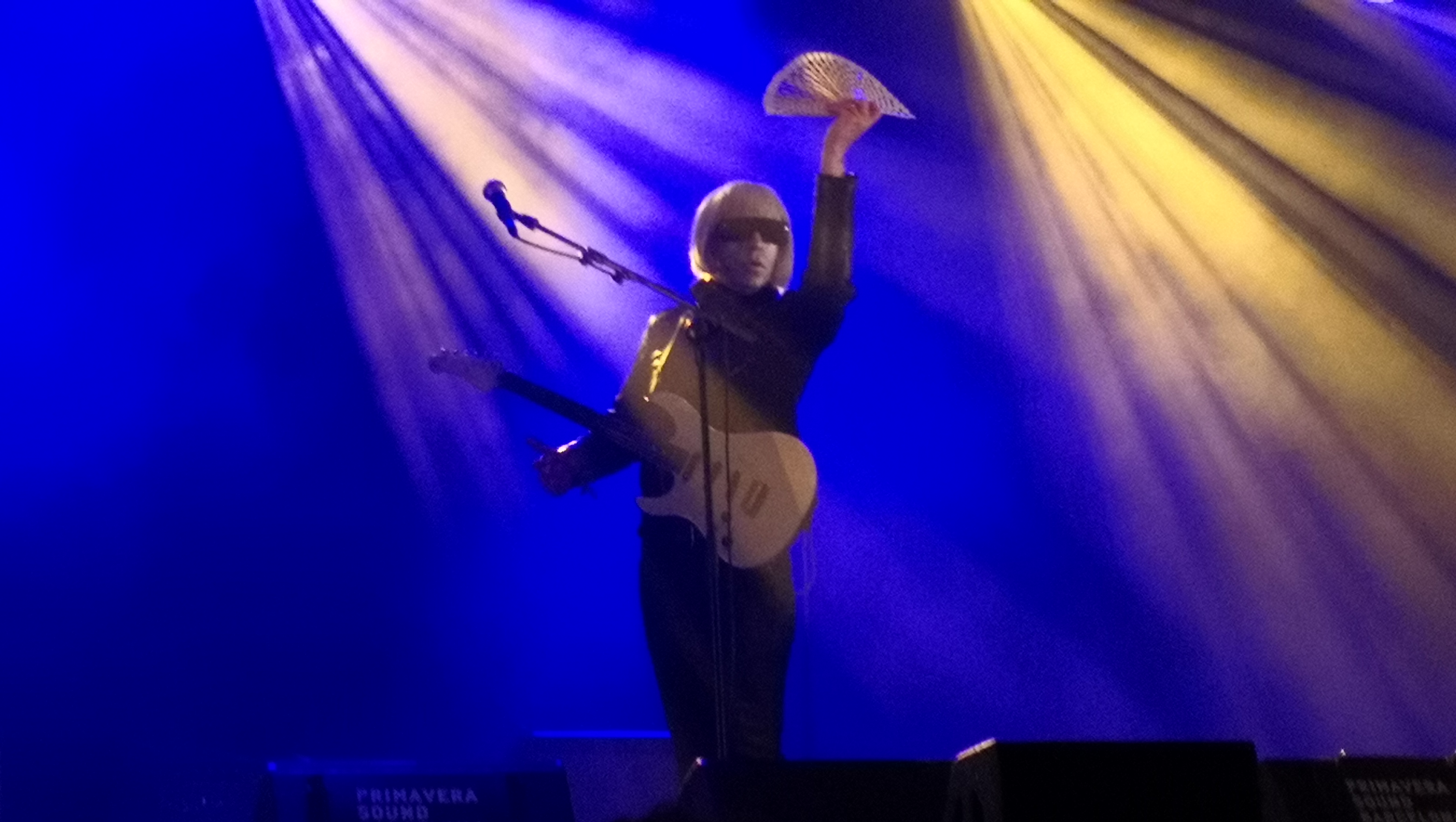
Deb Demure exhibiendo su característico abanico durante el concierto en Primavera Sound (2019).

Según Clinco: «El aspecto visual se está quedando corto con mucha música moderna en este momento». Es por eso que Drab Majesty tiene un potente componente visual. Su imaginario va desde las estatuas grecorromanas a la iconografía japonesa. Deb Demure asegura gustarle el estatismo y la simbología del arte clásico. Además, el dúo viste muy a menudo con túnicas sacerdotales dotadas de capucha, globos oculares robóticos y profuso maquillaje que los aparentan con la estética gótica y, al mismo tiempo, futurista.
Su música está directamente influida por la new wave y la darkwave de los años 80, por grupos tales como The Cure o Joy Division, aunque con una paleta de sonidos claramente con tendencias a la ciencia ficción y al pesadumbrismo del rock gótico desarrollado por bandas como Corpus Delicti, The Frozen Autumn o Clan of Xymox.

La temática de sus letras, muchas veces apela a una ideología milenarista y a la religión OVNI. Una de sus letras del álbum The Demonstration, más en concreto la titulada «39 for Design», trata del suicidio colectivo de treinta y nueve de los miembros de la secta Heaven's Gate.

### Tragic Wave-Mind Fi
El mismo personaje creado por Clinco, Deb Demure, define su música como Tragic Wave-Mind Fi (traducido literalmente al español como «Ola trágica-Fidelidad mental» y, además, se autodefine como un extranjero asexual en este planeta declarándose como el embajador de su propia dimensión: un lugar «monótono» y de «tamaño majestuoso».

## Discografía

### Álbumes de estudio
- Careless (2015)
- The Demonstration (2017)
- Modern Mirror (2019)

### Sencillos y EP
- Unarian Dances (2012)
- Unknown to the I (2015)
- The Heiress/The Demon (2016)
- Oak Wood (2017)
- Out of sequence (2019)
- No Rain (2020) —versión de la canción original del grupo Blind Melon—

### Recopilatorios
- Completely Careless [2012-2015] (2016)

## Miembros
- Deb Demure (Andrew Clinco): voz, guitarras, percusiones (2011—presente).
- Mona D (Alex Nicolaou): sintetizadores, voz y coros (2016—presente).